# وليام براينت (ممثل)
وليام براينت (بالإنجليزية: William Bryant)‏ مواليد 31 يناير 1924 في ديترويت - الوفاة 26 يونيو 2001 في لوس أنجلوس، هو ممثل أمريكي بدأ مسيرته الفنية سنة 1950. امتدت مسيرته الفنية لأكثر من 45 عاما.

## أعماله
- مانيكس
- ميشين إمبوسيبول
- ذا فيرجينيان
- ذا ريفلمان

## روابط خارجية
- وليام براينت على موقع IMDb (الإنجليزية)
- وليام براينت على موقع ألو سيني (الفرنسية)
- وليام براينت على موقع أول موفي (الإنجليزية)
- وليام براينت على موقع قاعدة بيانات الفيلم (الإنجليزية)